# Herbert Kroll (Schauspieler)
Herbert Kroll (* 29. November 1902 in Oppeln, Schlesien, Deutschland; † 29. Oktober 1985 in Hopfgarten, Tirol, Österreich) war ein deutscher Schauspieler und Rundfunkregisseur.

## Leben
Kroll hatte in den 1920er- und frühen 1930er-Jahren an Berliner Wanderbühnen Theater gespielt, ehe er 1932 nach München übersiedelte. Dort schloss sich der gebürtige Niederschlesier den Kammerspielen des Schauspielhauses an, denen er bis 1951 die Treue hielt. In diesem Jahr ging er zum Bayerischen Rundfunk, wo er als Spielleiter (Regisseur) tätig wurde. Parallel zu seinen verschiedenen Tätigkeiten am Theater und beim Radio trat Herbert Kroll seit 1939 auch in einer Reihe von zumeist im Münchner Raum entstandenen Kinofilmen auf. Hier spielte er die gesamte Palette von Chargen: Diener wie Direktoren, Bürgermeister wie Akademiker, Lehrer wie Minister. Ab 1957 kamen auch diverse Verpflichtungen vom Fernsehen hinzu. Ende der 1960er-Jahre zog sich Herbert Kroll von der Schauspielerei zurück.

## Filmografie
- 1939: Befreite Hände
- 1940: Das Fräulein von Barnhelm
- 1940: Der siebente Junge
- 1941: Alarmstufe V
- 1943: Der unendliche Weg
- 1949: Ich mach dich glücklich
- 1949: Nachtwache
- 1949: Heimliches Rendezvous
- 1950: Kronjuwelen
- 1950: Vom Teufel gejagt
- 1951: Im Bann der Madonna
- 1951: Fanfaren der Liebe
- 1952: Der fröhliche Weinberg
- 1953: Die goldene Gans
- 1953: Pünktchen und Anton
- 1954: Das fliegende Klassenzimmer
- 1954: 08/15
- 1955: 08/15 in der Heimat
- 1956: Wer die Heimat liebt
- 1957: Don Carlos (Fernsehfilm)
- 1958: Alle Sünden dieser Erde
- 1958: Der öffentliche Ankläger (Fernsehfilm)
- 1959: Arzt ohne Gewissen
- 1960: Am grünen Strand der Spree (Fernsehmehrteiler)
- 1960: Ein Weihnachtslied in Prosa oder Eine Geistergeschichte zum Christfest
- 1961: Staatsaffairen (Fernsehfilm)
- 1962: Peter Pan (Fernsehfilm)
- 1963: Die Legende vom heiligen Trinker (Fernsehfilm)
- 1963: Der Arzt am Scheidewege (Fernsehfilm)
- 1963: Das Haus in Montevideo
- 1964: Schuß in D-Moll (Fernsehfilm)
- 1965: Nun singen sie wieder (Fernsehfilm)
- 1966: Der Fall Rouger (Fernsehfilm)
- 1969: Das Vermächtnis (Fernsehfilm)

## Hörspiele

### Regie
- 1961: Friedrich Hölderlin: Empedokles auf dem Ätna

### Sprecher
- 1946: Curt Goetz: Dr. med. Hiob Prätorius – Bearbeitung und Regie: Helmut Brennicke
- 1946: Sidney Kingsley: Die Patrioten – Regie: Helmut Brennicke
- 1946: Bertolt Brecht: Rechtsfindung 1934 – Regie: Helmut Brennicke
- 1946: Johann Nestroy: Lumpazivagabundus – Bearbeitung und Regie: Kurt Wilhelm
- 1947: Hans Christian Andersen: Brumml-G'schichten (2. Folge: Das Hemd) – Regie: Kurt Wilhelm
- 1947: Georg Kaiser: Der Soldat Tanaka – Bearbeitung und Regie: Helmut Brennicke
- 1947: Ernst Nebhut: Der Teufel stellt Monsieur Darcy ein Bein – Regie und Sprecher: Paul Verhoeven
- 1947: Gerhart Hauptmann: Winterballade – Regie: Walter Ohm
- 1948: Robert Louis Stevenson: Dr. Jekyll und Mr. Hyde – Regie: Helmut Brennicke
- 1948: Franz Werfel: Das Lied von Bernadette (2 Teile) – Regie: Walter Ohm
- 1948: Hans Rothe: Ankunft bei Nacht – Regie: Fritz Benscher
- 1948: Anton Pawlowitsch Tschechow: Der Bär – Regie: Walter Ohm
- 1948: Jean Giraudoux: Undine – Bearbeitung und Regie: Helmut Brennicke
- 1948: Georg Büchner: Dantons Tod – Regie: Walter Ohm
- 1948: Rudolf Kunze: Herr Duval fällt die Treppe rauf – Regie: Helmut Brennicke
- 1948: Heinrich Mann: Madame Legros – Regie: Walter Ohm
- 1949: John William van Druten: So war Mama – Regie: Heinz-Günter Stamm
- 1949: Franz Grillparzer: Des Meeres und der Liebe Wellen – Regie: Heinz-Günter Stamm
- 1949: Bertolt Brecht: Das Verhör des Lukullus – Bearbeitung und Regie: Harald Braun
- 1950: Erich Kästner:  Die Konferenz der Tiere – Eine Geschichte für Kinder und Kenner – beinahe ein Märchen – Regie: Kurt Wilhelm
- 1950: Robert Louis Stevenson: Die Schatzinsel (8 Teile) – Regie: Hanns Cremer
- 1950: Thornton Wilder: Das Gastmahl der Clodia Pulcher – Regie: Alois Fink
- 1950: Arthur Miller: Der Kater Tom und der Mann mit der weißen Weste – Regie: Kurt Wilhelm
- 1950: Anselm Heyer: Das Christgeburtsspiel aus Oberufer – Regie: Peter Glas
- 1951: Robert Walter: Die große Hebammenkunst – Regie: Helmut Brennicke
- 1951: Wolfgang Altendorf: Der arme Mensch – Regie: Walter Ohm
- 1951: Walter Netzsch, Kurt Wilhelm, Olf Fischer: Brumml-G'schichten (22. Folge: Achtung! Aufnahme) – Eine Geiselgasteiger Romanze – Regie: Kurt Wilhelm
- 1952: Helene Schmoll, Heinrich Dreigrade: Ein Blumenbrett am Fenster – Regie: Rochus Gliese
- 1952: Felix Timmermans: Das Spiel von den Heiligen Drei Königen – Bearbeitung und Regie: Wilm ten Haaf
- 1953: Paul Schurek: Straßenmusik – Bearbeitung und Regie: Wilm ten Haaf
- 1953: Detlev Motschmann: Auskunft Platz drei – Regie: Wilm ten Haaf
- 1955: Georg Büchner: Leonce und Lena – Bearbeitung und Regie: Wilm ten Haaf
- 1955: Kurt Kusenberg: Die Glücklichen – Regie: Heinz-Günter Stamm
- 1959: Gerhart Hauptmann: Die Weber – Bearbeitung und Regie: Heinz-Günter Stamm
- 1960: Ewald Gerhard Seeliger: Peter Voss, der Millionendieb (8 Teile) – Regie: Heinz-Günter Stamm
- 1962: Wolfgang Altendorf: Der Kraptaken-Zipfel – Regie: Jörg Franz
- 1962: Albert Bosper: Frachtgut – Regie: Heinz Hostnig
- 1963: Jon Manchip White: Der letzte Kreuzritter – Bearbeitung und Regie: Otto Karl Müller
- 1963: Franz Pocci: Kasperl bei den Leuwutschen oder Der artesische Brunnen – Regie: Theodor Fischer
- 1965: E. T. A. Hoffmann: Das Fräulein von Scudéri – Bearbeitung und Regie: Edmund Steinberger
- 1965: K. Ikramow, Wladimir Tendrjakow: Die weiße Flagge – Regie: Peter Arthur Stiller
- 1965: Peter Weiss: Die Ermittlung – Oratorium in elf Gesängen – Regie: Peter Schulze-Rohr
- 1965: Roswitha Zauner: Meditationen über Peuerbach – Regie: Heinz Hostnig
- 1967: Peter Paul Althaus, Ludwig Kusche: Besuch bei Dr. Enzian – Fast ein Hörspiel – Regie: Peter Glas
- 1970: Martin Sperr: Jagdszenen aus Niederbayern – Regie: Hermann Wenninger
- 1970: Leopold Ahlsen: Denkzettel – Regie: Hermann Wenninger
- 1971: Angelika Mechtel: Niederlage eines Ungehorsamen oder Der Fall Wolfgang M. – Regie: Diethard Klante